# Grand-duché de Wurtzbourg
Pour les articles homonymes, voir Wurtzbourg (homonymie).
1805–1814
Entités précédentes :
- Électorat de Bavière
- Principauté épiscopale de Wurtzbourg (indirectement)

Entités suivantes :
- Royaume de Bavière

Le grand-duché de Wurtzbourg (en allemand : Großherzogtum Würzburg) est un grand-duché de la confédération du Rhin.
Par l'article 5 du traité de Lunéville du 9 février 1801, le grand-duc de Toscane Ferdinand III cède « en toute souveraineté et propriété » au duc de Parme Ferdinand Ier « le grand-duché de Toscane et la partie de l'île d'Elbe qui en dépend, ainsi [que] tous les droits et titres résultant de ses droits sur lesdits États », lesquels deviendront le royaume d'Étrurie. En contrepartie, le Grand-duc obtiendrait « en Allemagne une indemnité pleine et entière de ses États en Italie ». L'article séparé du traité prévoyait qu'il s'agirait de l'archevêché de Salzbourg et la prévôté de Berchtesgaden.
Le 25 février 1803, le recès de la Diète impériale de Ratisbonne attribue le territoire de l'archevêché de Salzbourg et la prévôté de Berchtesgaden au Grand-duc, élevé au titre de prince-électeur, l'ensemble formant le nouvel électorat de Salzbourg (1803-1805). En même temps, le territoire de l'évêché de Wurtzbourg est sécularisé et donné à la Bavière.
En 1805, le territoire de Wurtzbourg est attribué à Ferdinand, en compensation de son électorat de Salzbourg, annexé par l'empire d'Autriche par le traité de Presbourg (26 décembre 1805), la Bavière recevant le Tyrol et le Trentin.
Le nouvel État est brièvement dénommé électorat de Wurtzbourg (Kurfürstentum Würzburg), puis est élevé en un grand-duché lors de la dissolution du Saint-Empire le 6 août 1806. Par le traité de Paris du 15 septembre 1806, le grand-duché, allié à l'Empire français, entre dans la confédération du Rhin. En 1810, il annexe Schweinfurt.
Après la défaite de Napoléon à Leipzig, Ferdinand dénonce son alliance avec lui en octobre 1813. Ses possessions sont rendues à la Bavière en 1814 par un traité austro-bavarois en marge du traité de Paris, et le congrès de Vienne le rétablit ultérieurement à la tête de la Toscane.
Le 9 juin 1815, l'acte final du congrès de Vienne rétrocède le grand-duché au royaume de Bavière et rétablit le grand-duc en Toscane. Le grand-duché de Toscane est même agrandi.